# Plagiolepis schmitzii
Plagiolepis schmitzii é uma espécie de formiga do gênero Plagiolepis, pertencente à subfamília Formicinae.